# كولون (بنما)
كولون، بنما هي مدينة، تتبع محافظة كولون، بلغ عدد سكانها 78٬000 نسمة.

## المناخ
يظهر الجدول التالي التغييرات المناخية على مدار السنة لكولون:
| البيانات المناخية لـكولون    | البيانات المناخية لـكولون | البيانات المناخية لـكولون | البيانات المناخية لـكولون | البيانات المناخية لـكولون | البيانات المناخية لـكولون | البيانات المناخية لـكولون | البيانات المناخية لـكولون | البيانات المناخية لـكولون | البيانات المناخية لـكولون | البيانات المناخية لـكولون | البيانات المناخية لـكولون | البيانات المناخية لـكولون | البيانات المناخية لـكولون |
| الشهر                        | يناير                     | فبراير                    | مارس                      | أبريل                     | مايو                      | يونيو                     | يوليو                     | أغسطس                     | سبتمبر                    | أكتوبر                    | نوفمبر                    | ديسمبر                    | المعدل السنوي             |
| ---------------------------- | ------------------------- | ------------------------- | ------------------------- | ------------------------- | ------------------------- | ------------------------- | ------------------------- | ------------------------- | ------------------------- | ------------------------- | ------------------------- | ------------------------- | ------------------------- |
| متوسط درجة الحرارة الكبرى °ف | 84                        | 84                        | 85                        | 86                        | 87                        | 86                        | 85                        | 85                        | 87                        | 86                        | 84                        | 84                        | 85                        |
| متوسط درجة الحرارة الصغرى °ف | 76                        | 76                        | 76                        | 77                        | 76                        | 75                        | 75                        | 75                        | 75                        | 74                        | 74                        | 75                        | 75                        |
| معدل هطول الأمطار إنش        | 4.3                       | 2.0                       | 1.4                       | 3.7                       | 10.8                      | 14.5                      | 16.5                      | 16.4                      | 11.5                      | 18.4                      | 24.4                      | 12.6                      | 136.5                     |
| متوسط درجة الحرارة الكبرى °م | 29                        | 29                        | 29                        | 30                        | 31                        | 30                        | 29                        | 29                        | 31                        | 30                        | 29                        | 29                        | 29                        |
| متوسط درجة الحرارة الصغرى °م | 24                        | 24                        | 24                        | 25                        | 24                        | 24                        | 24                        | 24                        | 24                        | 23                        | 23                        | 24                        | 24                        |
| معدل هطول الأمطار مم         | 110                       | 51                        | 36                        | 94                        | 270                       | 370                       | 420                       | 420                       | 290                       | 470                       | 620                       | 320                       | 3٬471                     |
| المصدر: Weatherbase          |                           |                           |                           |                           |                           |                           |                           |                           |                           |                           |                           |                           |                           |

## مدن توأم
المدن التوأم:
- ريو غراندي، تييرا ديل فويغو
- ماندفيل
- سانتوس.

## أعلام
- شيروود أندرسون
- خورخي ديلي فالديز